# الربيع بن حبيب الأزدي
هو أبو عمرو الربيع بن حبيب بن عمرو بن الربيع بن راشد بن عمرو الأزدي الفراهيدي العماني، ويلقب «بأبي عمرو البصري»، وهو ثالث أئمة العلم عند الإباضية بعد جابر بن زيد وأبو عبيدة مسلم بن أبي كريمة. يقول عنه رجل الدين الإباضي الشماخي (المتوفى: 928 هـ) في كتابه السير: (طود المذهب الأشم، وبحر العلم الخضم).

## مولده ونشأته
تقول المصادر الإباضية أنّه وُلِدَ بغضفان إحدى قرى الباطنة من ساحل عمان في النصف الثاني من القرن الأول الهجري ما بين سنتي 75-80 هـ، فنشأ في كنف أبيه الصالح حبيب بن عمرو ثمَّ سكن محلة الخريبة في البصرة.
نشأ في عُمان وبها أمضى طفولته ثم سافر إلى البصرة التي كانت تغص بالعلماء في ذلك الحين وبها أخذ علوم التفسير والحديث والفقه وبرع فيها حتى صار من العلماء المعدودين في البصرة، وبذلك استحق أن يخلف شيخه أبا عبيدة في رئاسة الدعوة الإباضية في البصرة.

## شيوخه
من أهم شيوخه إمام الإباضية أبو عبيدة مسلم بن أبي كريمة وهو أكثر من لازمه وروى عنه، [هل المصدر موثوق به؟] كما تلقى العلم عن ضمام بن السائب وأبي نوح صالح الدهان. فقد ورد عنه قوله: أخذت الفقه من ثلاثة: "أبي عبيدة"، و"أبي نوح"، و"ضمام". وبالإضافة إلى هؤلاء فقد تتلمذ على كثير من التابعين الذي عاشوا في تلك الفترة أمثال: "قتادة" وعمرو بن هرم وحماد بن سلمة وغيرهم.
أدرك الربيعُ الإمامَ جابر والربيع شابٌّ فكان الإمام جابر أحد شيوخه، وكذا أبو عبيدة مسلم بن أبي كريمة وضمام بن السائب، وصالح الدهان، يقول الربيع عن نفسه: “إنما حفظت الفقه عن ثلاثة: أبي عبيدة وضمام وأبي نوح”، ولم يقتصر الإمام الربيع في تتلمذه على أهل الدعوة فتعلم على يد غيرهم كمحمد بن سيرين ومجاهد بن جبر وعطاء بن أبي رباح وبلغ عدد شيوخه زهاء خمسة وعشرين شيخًا.
وقد رأى الربيع في أول عهده بالبصرة ما لاقاه جابر بن زيد وتلاميذه وأتباعه وغيرهم من العلماء.[بحاجة لمصدر]

## تلاميذه
أخذ عن «الربيع» جماعة من الطلبة لعل أشهرهم ما أطلق عليهم حملة العلم إلى المشرق: منهم المؤرخ محبوب بن الرحيل، وموسى بن أبي جابر الأزكوي، والشيخ بشير بن المنذر، وأبو صفرة عبد الملك بن أبي صفرة، ومنير بن النير الجعلاني، ومحمد بن المعلى الكندي، وأبو أيوب وائل بن أيوب الحضرمي، وهاشم بن غيلان، وغيرهم كثير.
أخذ عن «الربيع» جماعة من التلاميذ منهم: فمن عمان أخذ عنه حملة العلم: بشير بن المنذر وموسى بن أبي جابر ومنير بن النيّر، ومن حضرموت أبو أيوب وائل بن أيوب، ومن خوارزم وخراسان أبو غانم بشر بن غانم الخراساني وأبو هاشم جرير بن نافع الخراساني، ومن مكة أبو سفيان محبوب بن الرُّحَيل، ومن العراق أبو زكريا يحيى بن زكريا الموصلي وغيرهم كثير.

## مكانته العلمية ودوره الدعوي
المصادر القليلة التي تناولت حياة «الربيع بن حبيب» تجمع على أنه كان يتمتع بمكانة مرموقة ومنزلة عالية في الأوساط الإباضية في المشرق والمغرب. وقد نال تلك المنزلة بما حباه الله به من الورع والتقوى والعلم والعمل لما فيه خير المسلمين ويدل على ذلك ما يلي:
كان شيخه أبو عبيدة يقدّمه في الفتوى وينعته بـ”ثقتنا وأميننا” وهو أخص تلاميذه، ولا بكاد يخلو كتاب إباضي من المتقدمين والمتأخري من اسمه، أما من غير الإباضية فقد وثقه يحيى بن معين وابن شاهين، وقال الإمام أحمد بن حنبل في ترجمة الهيثم بن عبد الغفار الطائي: “كَانَ يقدم علينا من الْبَصْرَة رجل يُقَال لَهُ الْهَيْثَم بن عبد الْغفار الطَّائِي يحدثنا عَن همام عَن قَتَادَة رَأْيه وَعَن رجل يُقَال لَهُ الرّبيع بن حبيب عَن ضمام عَن جَابر بن زيد...” وضمام هذا هو ضمام بن السائب الندبي شيخ الربيع، وذكره في موضع آخر فقال: (ما أرى به بأسا)، وذكره ابن حبان في الثقات والبخاري في التأريخ الكبير ولم يذكرا فيه جرحًا ولا تعديلا.
يُذكر أن الربيع بن حبيب الإباضي غير الربيع بن حبيب أبو سلمة الحنفي من أهل اليمامة وغير الربيع بن حبيب الكوفي أخو عائذ بن حبيب.
احتلَّ الربيع بعد وفاة شيخه أبي عبيدة مكانَ الصدارة تدريسا وتأليفًا وإفتاء، وأسهم في الحركة العلمية بالبصرة، فأشرف على حملة العلم ووجَّههم إلى عمان واليمن وخراسان، وخلفَ شيخَه أبا عبيدة في تسيير أمور الدعوة وحصر الأتباع والإشراف على الدول الإباضِيَّة وحَلِّ قضاياها والحج وتوزيع الصدقات.
وللإمام الربيع مكانة جليلة في قلوب أتباع المدرسة الإباضِيَّة، فقد كان مستشارا مطاعًا في أوساط علماء الدعوة، ومرجعًا لسياسات الدول التي أنشأها أبو عبيدة في المغرب وعمان، فعندما وقع الخلاف بين الإمام عبد الوهاب بن عبد الرحمن بن رستم وبين الذين أنكروا إمامته رضي الفريقان بالربيع بن حبيب حكما بينهم، فكتب إليهم بالرد.
1. قال أناس من أهل البصرة انظروا لنا رجلا ورعا قريب الإسناد حتى نكتب عنه فنظروا فلم يجدوا غير الربيع بن حبيب.
2. عندما مرض شيخه أبو عبيدة بعثه مع وفد الحج مكانه.
3. لما وقع الخلاف بين الإمام عبد الوهاب بن عبد الرحمن بن رستم والذين أنكروا إمامته رضي الفريقان «الربيع بن حبيب» حكما بينهما فكتبوا إليه وكتب إليهم بالرد.

## آثاره
من آثار الإمام «الربيع» مجموعة من الأقوال والفتاوى والفقه والمراسلات متناثرة في كتب الإباضية ومن آثاره المجموعة: كتاب «آثار الربيع» الذي رواه عن شيخه ضمام بن السائب عن جابر بن زيد مقطوعا وهو عبارة عن مجموعة فتاوى لجابر بن زيد. وقد قام بجمعها أبو صفرة عبد الملك بن صفرة. وهذا الكتاب لا زال مخطوطا. 
وله الرسالة الحجة في حَلِّ بعض المسائل التي وقعت بين مشايخ أهل الدعوة ألَّفَها بالاشتراك مع وائل بن أيوب الحضرمي ومخلد بن عمرو.
ومن أهم آثاره كتاب «المسند» ويطلق عليه الإباضية «الجامع الصحيح»، وهو مطبوع ومتداول.
كان المسند في أول أمره مخطوطا، ولم يكن مرتبا أو مصنفا على نحو موضوعي، وإنما كان مرتبا على طريقة المسانيد حتى جاء أبو يعقوب يوسف الوارجلاني (من وارجلان بالجزائر) فأعاد ترتيب الأحاديث على نحو موضوعي على طريقة الجوامع فقام بجمع الأحاديث على حسب أبواب الفقه المعروفة على النحو الذي وصل إلينا. والمسند المتداول اليوم مقسم إلى أربعة أجزاء. الجزءان الأول والثاني هما أصل الكتاب وفيهما 750 حديث تقريبا. أما الجزءان الثالث والرابع فقد ضمهما إلى المسند الأصلي المرتب أبو يعقوب يوسف الوارجلاني. فمما جاء في الجزء الثالث آثار احتج بها «الربيع» على مخالفيه في مسائل مختلفة من الاعتقاد وغيرها. وعدد هذه الآثار مائة وأربعون (140). وأما الجزء الرابع فيشمل روايات محبوب بن الرحيل القرشي عن «الربيع بن حبيب» وروايات الأفلح بن عبد الوهاب الرستمي عن أبي غانم بشر بن غانم الخراساني ومراسيل جابر بن زيد. وعدد هذه الروايات مائة وثلاثة وعشرون (123). وقد قام الأستاذ «محمد إدريس» بتخريج أحاديثه ومقارنتها بما ورد في كتب السنة الأخرى. وللمسند عدة شروح أهمها وأحدثها شرح الشيخ عبد الله السالمي وهو من علماء عمان[ ؟ ] (المتوفى سنة 1332 هـ/1914م)

## موقفه تجاه الخوارج
حين بلغ اليه امرهم قال «دعوهم حتى يتجاوزوا القول إلى الفعل فان بقوا على قولهم فخطأهم محمول عليهم وان تجاوزوا إلى الفعل حكمنا فيهم بحكم الله»

## مكانة مسند الربيع بين كتب الحديث

### مكانة المسند عندالإباضية
يرى الإباضية أن مسند «الربيع بن حبيب» من أصح كتب الحديث سنداً لأن معظم الأحاديث رواها الإمام "الربيع عن شيخه أبو عبيدة مسلم بن أبي كريمة عن جابر بن زيد عن أحد الصحابة، وقد وردت في المسند بعض الأحاديث التي رواها أبو عبيدة مسلم بن أبي كريمة عن آخرين غير "جابر" إلا أنها قليلة. ويرون أنّه أصح الكتب بعد القرآن الكريم.
ومن وجهة نظرهم أن من أهم مميزات ومحاسن المسند أن الأحاديث التي رواها «الربيع» في الجزء الأول والثاني في المسند معظمها ثلاثية السند ورجالها بالنسبة للإباضية من أوثق الرجال وأحفظهم وأصدقهم. فالأحاديث الثلاثية التي في المسند رواها الربيع أغلبها تكون عن أبو عبيدة مسلم بن أبي كريمة عن جابر بن زيد عن أحد الصحابة عن النبي محمد. ومن هذا يعتبر الإباضية أن الأحاديث الواردة في الجزأين الأول والثاني من المسند هي من أصح الأحاديث الواردة عن النبي ويعتبرونها أعلى درجة من الأحاديث التي رواها الإمامان البخاري ومسلم في صحيح البخاري وصحيح مسلم.
يذكر الشَّيخ خميس بن سعيد الشقصي في منهج الطالبين أنَّ ناسًا من أهل البصرة قالوا: انظروا لنا رجلًا قريب الإسناد ورعًا حتى نكتب عنه وترك ما سواه، فنظروا، فلم يجدوا غير الربيع بن حبيب، فطلبوا منه ذلك، وأخذوا على هذا عهدا، ثمَّ إنَّ الربيع خاف أن يشيع ذلك فأغلق عليه بابه إلا من أتاه من إخوانه وألَّفَ مسنده بما يقرب من 743 حديث و27 أثر موقوف ومقطوع بحيث تصوّر المذهب الإباضِيَّ في الفقه والعقيدة، ولم يجعل همه أن يجمع الأحاديث جمعًا عامًّا يستوعب ما حفظه ويستوفي ما تلقَّاه عن السلف.
بلغ عدد الصحابة الذين روى عنهم الإمام الربيع 45 صحابيا، وجاء أغلب المسند ثلاثي الإسناد فهو يروي عن شيخه أبي عبيدة عن جابر بن زيد عن الصحابيِّ، علّق الإمام الربيع على أحاديثه التي رواها، وشرح غريب الحديث، كما ألحق بالمسند مجموعة من آثار الصحابة والتابعين.
روى المسند عن الإمام الربيع تلميذه محبوب بن الرُّحَيل، ورواه عن محبوب ابنه محمد بن محبوب، ثمَّ إنَّ المسند انتشر عن طريق حملة العلم في المشرق والمغرب.
كان المسند في أول أمره مخطوطا، ولم يكن مرتبا أو مصنفا على نحو موضوعي، وإنما كان مرتبا على طريقة المسانيد حتى جاء العلامة أبو يعقوب الوارجلاني (من وارجلان بالجزائر) فأعاد ترتيب الأحاديث على نحو موضوعي على طريقة الجوامع فقام بجمع الأحاديث على حسب أبواب الفقه المعروفة وقسم المسند إلى جزئين، ثم أضاف إليه جزئين آخرين: في الجزء الثالث آثار احتج بها «الربيع» على مخالفيه وعددها (140)، وفي الجزء الرابع روايات محبوب بن الرحيل القرشي عن «الربيع بن حبيب» وروايات الإمام أفلح بن عبد الوهاب عن أبي غانم بشر بن غانم الخراساني ومراسيل جابر بن زيدوعددها (123)، فبقي عمل أبي يعقوب الوارجلاني وفُقِد الأصل كحال أغلب المخطوطات الإباضية في العصور المتقدمة، إلا أن كثيرا من أحاديثه مبثوثة في كتب الأثر قبل ترتيب أبي يعقوب.
يتسم رجال المسند بأعلى درجات الضبط والحفظ والفقه وطول الملازمة، من هنا يقدّم الإباضِيَّة مسند الإمام الربيع على غيره ويعدّونه أصح كتاب بعد القرآن الكريم مع أخذهم بغيره من كتب السنة والحديث.
وللمسند عدة شروح منها شرح الإمام نور الدين السالمي وحاشية الترتيب لأبي ستة.
لم يشتهر المسند في أوساط المسلمين عامَّة لظروف-أغلبها- سياسية كان يفرضها خصوم الإباضِيَّة عليهم.

### مكانة المسند عندأهل السنة والجماعة
ينكر أهل السنة والجماعة تاريخية هذا المسند ونسبته إلى الربيع بن حبيب الأزدي بل أنهم ينكرون وجود شخصية تدعى الربيع بن حبيب الأزدي عاشت بالبصرة في القرن الثاني الهجري فضلاً عن أن يكون هُناك مسند يحمل اسمه.
إذ لم يذكر أحدٌ من مؤرخو أهل السنة في القرون الأولى أو علماء الحديث وأكثر المهتمين بعلوم الحديث هذا المسند لا في القديم ولا في الحديث بل إن من المهتمين بعلوم الحديث من لم يسمع عنه مطلقاً. رغم أنَّ أغلب جمهور علماء الحديث عند أهل السنة والجماعة اهتموا بتتبع أحوال رواة الحديث النبوي والمحدثين من كافة الطوائف والمذاهب المنتسبة للإسلام سواء الخوارج أو المعتزلة أو الشيعة وغيرهم من الفِرق المنقرضة والباقية، وترجموا لهم وذكروهم وردوا على كتبهم ومصنفاتهم، وكتبوا الكتب والرسائل والتصانيف المختصة بالضعفاء والمدلسين والمجاهيل والكذبة من رواة الحديث، وفي هذه الكتب لا يوجد أدنى ذكر للربيع بن حبيب الأزدي أو مسنده هذا. مع أنَّ مسنداً قديماً مثل هذا وأحاديثه أغلبها عالية الإسناد يجدر به أن يُذكر هو وصاحبه ولو على سبيل الذِكر، إلا أنّه لا شيء عنه عند القدامى، ولا يوجد دليل على شهرة المسند في القرون الأربع الهجرية سواءً بين الإباضية أو غيرهم.
ومع زيادة شهرة هذا المسند ومعرفة الناس به خلال القرن الماضي بدأ يُذكر بين علماء أهل السنة، فما كان منهم إلا إنكار تصنيفه في القرن الثاني الهجري وإنكار وجود شخصية مؤلفه أيضًا، وقد جاء إنكار هذا المسند مِن إنكار وجود صاحبه على أرض الواقع، وأشهر من انتقد هذا المسند وأنكر وجود صاحبه هُوّ عالم الحديث والإمام السني محمد ناصر الدين الألباني (المتوفى: 1420 هـ)، إذ انتقد الألباني مسند الربيع بن حبيب وأنكر وجود الربيع وانتقد أحاديث المسند والرواة الذين حدث عنهم الربيع في مسنده وجَرَح أشهر شيوخ الربيع ممن روى لهم، ويقول الألباني في سلسلة الأحاديث الضعيفة والموضوعة وأثرها السيئ في الأمة بعد أن أورد حديثاً ضعيفاً رواه الربيع بن حبيب الأزدي في مسنده:
| الربيع بن حبيب الأزدي | باطلٌ بهذا اللفظ. جاء هكذا في "مسند الربيع بن حبيب" الذي سماه الإباضية بـ "الجامع الصحيح "! وهو مشحون بالأحاديث المنكرة والباطلة، التي تفرد بها هذا "المسند" دون العشرات، بل المئات، بل الألوف من كتب السنّة المطبوعة منها والمخطوطة، والمشهور مؤلفوها بالعدالة والثقة والحفظ بخلاف الربيع هذا! فإنه لا يُعرف مطلقاً إلا في بعض كتب الإباضية المتأخرة التي بينها وبين الربيع قرون! ومع ذلك فليس فيها ترجمةٌ عنه وافية نقلاً عمن كانوا معاصرين له أو قريباً من عصره من الحفاظ المشهورين! | الربيع بن حبيب الأزدي |

وأضاف الألباني نافياً وجود هذا المسند:
| الربيع بن حبيب الأزدي | ولا لكتابه هذا "المسند" ذكرٌ في شيء من كتب الحديث والتخاريج التي تعزو إلى كتب قديمة لا يزال الكثير منها في عالم المخطوطات، أو عالَم الغيب! وكذلك لم يذكرها هذا "المسند" في كتب المسانيد التي ذكرها الشيخ الكتاني في "الرسالة المستطرفة" - وهي أكثر من مئة –! | الربيع بن حبيب الأزدي |

وفي موضع آخر من ذات الكتاب أورد الألباني حديثاً من مسند الربيع وضعفه، وقال بعده: «والربيع بن حبيب - وهو الفراهيدي البصري - إباضي مجهول ليس له ذكر في كتب أئمتنا، ومسنده هذا هو "صحيح الإباضية"! وهو مليء بالأحاديث الواهية والمنكرة.»
ومن انتقاد الألباني لمسند الربيع بن حبيب أنّه رد على زعم الإباضية أنَّ الربيع بن حبيب عالم حديث وراوي ثقة ومن الحفاظ، وافترض أنّه حتى لو كان كذلك عند الإباضية فإنَّ أهل السنة والجماعة لا يُمكنهم الاعتماد عليه وعلى أحاديث مسنده وروايته رغم أنهم يقبلون أحاديث الموجودة عند المذاهب المخالفة لهم مثل الشيعة والخوارج إذا ما رواها شخص موثوق وصادق، وعلى فرضية أنَّ الربيع بن حبيب الأزدي موجود وعالم حديث فإنَّ حديثه لا يُقبل إلا بشرطين عند أهل السنة، وهيّ كما ذكرها الألباني في انتقاده للربيع والمسند:
| الربيع بن حبيب الأزدي | الأول: أن يكون لكتابه إسناد معروف صحيح إليه، ثم تلقته الأمة بالقَبول، ولا شيء من ذلك عندهم؛ بله عندنا! فإن الشيخ السالمي – في "شرحه" المُشار إليه آنفاً – لم يتعرض لذلك بشيء من الذكر، ولو كان موجوداً لديهم؛ لسارعوا لإظهاره، والمبالغة في تبجيله؛ توثيقاً لـ"مسند الربيع " الذي هو عندهم بمنزلة "البخاري" عندنا!. وشتان ما بينهما ، فإن "صحيح البخاري" صحيحٌ النسبة إليه حتى عند الفِرق التي لا تعتمد عليه – كالشيعة وغيرهم -! ومن الغريب أن الشيخ السالمي ذكر في مقدمة "المسند" (ص 4) أن مرتب "المسند" يوسف بن إبراهيم الوارجلاني ضم إليه روايات محبوب بن الرحيل عن الربيع، وروايات الإمام أفلح بن عبد الوهاب الرستمي عن أبي غانم بشر بن غانم الخراساني ومراسيل جابر بن زيد، وجعل الجميع في الجزء الرابع من الكتاب. يبدو جلياً لكل متأمل أن الشيخ نفسه لا يعلم الراوي لـ "المسند" عن الربيع، وإلا؛ لذكره كما ذكر الراوي محبوباً للضَّميمة عنه؛ وهي تشمل الجزء الثالث والرابع منه. ومحبوب هذا مجهول عندنا، بل وعندهم فيما أظن! وإذا كان كذلك؛ أفلا يحق لنا أن نتساءل: أفلا يجوز أن يكون الراوي لـ "المسند" في جزئه الأول والثاني منه. راوياً كمحبوب هذا؛ مجهولاً، أو أسوأ ؟! فكيف يصح الاعتماد عليه بل أن يقال "هو أصح كتاب من بعد القرآن" - كما قال الشيخ المذكور في أول صفحة من مقدمته المذكورة - ؟! تالله! إن هذا لهو التعصب الأعمى؛ مهما كان شأن قائله فضلاً وعلماً. فلا تغتر - أيها القارىء الكريم! - بالمقدمة المذكورة؛ فكلها مغالطات ودعاوى فارغة، لا قيمة لها من الوجهة العلمية. | الربيع بن حبيب الأزدي |

وفي موضع آخر ذكر الشرط الثاني الذي يجب أن يتوافر في أحاديث الربيع بن حبيب حتى يقر أهل السنة مسنده، وهو:
| الربيع بن حبيب الأزدي | وأما الشرط الآخر: فهو أن يكون شيوخ المؤلف ومن فوقه من الرواة معروفين بالعدالة والرواية والثقة والحفظ، وهذا مفقود في شيوخه وغيرهم، وتفصيل القول في ذلك لا يتسع المجال له هنا؛ فحسبنا على ذلك بعض الأمثلة: أولاً: شيخه مسلم بن أبي كريمة التميمي أبو عبيدة: ذكره الذهبي في "الميزان" وفي "المغني في الضعفاء" وقال: "مجهول" وسبقه إلى ذلك ابن أبي حاتم، فقال (4/193): " سمعتُ أبي[ ؟ ] يقول: "مجهول". وذكره ابن حبان في "التابعين من كتابه الثقات"(5/401) في آخرين معه، وقال: (رووا عن علي بن أبي طالب. إلا أني لستُ أعتمد عليهم، ولا يعجبني الاحتجاج بهم لما كانوا فيه من المذهب الرديء). وفسر الذهبي ثم العسقلاني "مذهبه الرديء" بالتشيع! ويبدو لي أنه يعني: الخروج على علي بن أبي طالب ، فإنه تميمي – كما رأيت -؛ فهو يلتقي في هذه النسبة مع عبد الله بن أباض التميمي الإباضي، قال الحافظ في "اللسان" : (رأس الإباضية من الخوارج، وهم فرقة كبيرة، وكان هو – فيما قيل - رجع عن بدعته؛ فتبرأ أصحابه منه، واستمرت نسبتهم إليه). تلك هي حال أبي عبيدة هذا، وقد تجاهلها الإباضيون؛ فلم يعرجوا على ما نقلناه عن أئمتنا، ولو بجواب هزيل! بل بالغوا في الثناء عليه جزافاً من أنفسهم؛ كما فعل الشيخ السالمي في مقدمة "شرحه". | الربيع بن حبيب الأزدي |

ثُمّ قال الألباني بعد أوضح أنَّ شيخ الربيع الأول في الرواية أبو عبيدة مسلم بن أبي كريمة مجهول ومجروح عند علماء أهل السنة: «فهذا هو الشيخ الأول المجهول، فأين الثقة وأين الحفظ ؟! وإنك لتزداد عجباً – أيها القارىء الكريم! - إذا علمت أن الجزء الأول والثاني من "مسند ربيعهم" كل أحاديثه – وعددها (742) - عن هذا الشيخ المجهول!! وهو راوي هذا الحديث الباطل؛ كما يأتي قريباً إن شاء الله تعالى.»
ويكمل الألباني انتقاده لشيوخ الربيع الذين روى عنهم: 
| الربيع بن حبيب الأزدي | ثانياً: أبو ربيعة زيد بن عوف العامري الصري: أخبرنا حماد بن سلمة... فذكر له (213/ 825) حديثاً أصله في "الصحيحين" ، لكن زاد عليهما فيه زيادة منكرة! قال الذهبي في ترجمته من "الميزان": تركوه. ثالثا: قال (222/844): (وأخبرنا بشر المريسي عن محمد بن يعلى قال: أخبرنا الحسن بن دينار عن خصيب بن جحدر... إلخ). فذكر حديثاً موقوفاً على أبي هريرة! وهو في "صحيح البخاري" مرفوع، ثم إن في آخر الموقوف أثراً عن ابن عباس لا نعرف له أصلاً! وبشر المريسي: هو المبتدع الجهمي الضال، قال الذهبي وغيره: "لا ينبغي أن يروى عنه، ولا كرامة". وهو القائل بخلق القرآن، والإباضية معه في هذه الضلالة! وإنما سردت إسناده ليتبين القارىء قيمة روايات هذا "المسند"؛ فإن شيخ المريسي محمد بن يعلى جهمي متروك الحديث. وروى الربيع عنه (215/828) مباشرة ؟! والحسن بن دينار: كذبه أحمد ويحيى، كما في "اللسان". وخَصيب بن جَحدر: كذبه شعبة والقطان وابن معين. وأما سائر رجاله – ممن فوق شيوخه في أحاديث أخرى – ففيهم جمع من الضعفاء والمتروكين مثل: مجالد بن سعيد (216/833). وأبان بن أبي عياش (217/834): وهو متروك، ومرة روى عنه مباشرة (218/836)، وأبو بكر الهذلي (220/840): وهو متروك أيضا، ومثله جويبر عن الضحاك (220/839)، ومرة قال (215/829): (وأخبرنا جويبر عن الضحاك...) والكلبي (223/846): وهو كذاب. هذا قُلٌّ من جُلٍّ من حال مؤلف "مسند الربيع" وبعض شيوخه ورواته، وحينئذٍ يتبين جلياً بطلان تسمية الإباضيين ومن اغتر بهم من المنتسبين إلى السنة له بـ "المسند الصحيح"! وأبطلُ منه قول الشيخ السالمي الإباضي المتقدم: (إنه أصح كتاب بعد القرآن)! أقول: إذا عرفت ما تقدم؛ فإنه ينتج منه حقيقة علمية هامة كتمها أو انطلى أمرها على الإباضية، وهي تتلخص في أمرين: أحدهما: أن الربيع بن حبيب هذا الذي نسب إليه هذا "المسند" لا يُعرف من هو ؟ والآخر: أنه لو فرض أنه معروف ثقة؛ فإن "مسنده" هذا لا يعرف من رواه عنه، وهذا في جزئيه الأول والثاني. وأما الجزء الثالث والرابع. فراويهما مجهول – كما تقدم -، وسيأتي ذكر بعض أحاديثه الباطلة برقم (6302). وحينئذٍ تسقط الثقة به مطلقاً؛ فلا غرابة أن لا نجد له ذكراً في كتب الحديث من المسانيد وغيرها، وأن تقع فيه أحاديث كثيرة لا أصل لها!.. | الربيع بن حبيب الأزدي |

وفي كِتاب صفة صلاة النبي صلى الله عليه وسلم من التكبير إلى التسليم كأنك تراها أورد الألباني حديثاً ضعيفاً من مسند الربيع بن حبيب، وقال عنه: «رواه ربيعُهم في مسنده المجهول...»
وفي موضع آخر من كتابه ينتقد الألباني المسند بقوله: «..والواقع أن أحداً من العلماء بالحديث الشريف ورجاله لا يستطيع أن يثبت بطريق علمي صحة حديث واحد منه، فضلاً عن أن يثبت صحة نسبة الكتاب إلى الربيع أولاً! وكون الربيع نفسه من الثقات
الحفاظ ثانياً! »
وقد أضاف الشيخ مشهور حسن مسند الربيع بن حبيب في كتابه كتب حذر منها العلماء، وحذر فيه من هذا المسند وانتقده. وقد كتب الشيخ المعاصر سعد الحميد كتاباً بعنوان مسند الربيع بن حبيب الإباضي (دراسة نقدية)، ومما قال به في نقد المسند وصاحبه الربيع: 
| الربيع بن حبيب الأزدي | مسند الربيع بن حبيب المسمى بـ : " الجامع الصغير " هذا الكتاب لا شك في أنه موضوع مكذوب، وليس هذا فقط، بل إنه وضع في هذه العصور المتأخرة. والدليل على ذلك ما يلي: 1. لا يوجد للكتاب أصل مخطوط موثوق. 2. الربيع بن حبيب الفراهيدي شخصية لا وجود لها في التاريخ، ولم تلدها أرحام النساء، وإنما نسجها خيال الإباضية لنصرة باطلهم. 3. شيخ الربيع في كثير من المواضع في هذا الكتاب هو أبو عبيدة مسلم بن أبي كريمة التيمي بالولاء، الذي يزعمون أنه تزعم الحركة الإباضية بعد جابر بن زيد، وتوفي في عهد أبي جعفر المنصور سنة 158 هـ، وهذا أيضاً لا توجد له ترجمة، ونقول عنه كما قلنا عن الربيع بن حبيب. 4. مرتِّب الكتاب هو أبو يعقوب يوسف بن إبراهيم الوارجلاني، وهو - كما يزعمون - متأخر في القرن السادس، وما قلناه عن الربيع وشيخه، نقوله عن هذا أيضاً، لأنه لا توجد له ترجمة في كتب الرجال التي عنيت بترجمة أهل ذلك العصر كالتكملة لوفيات النقلة، أو سير أعلام النبلاء، أو تاريخ الإسلام، أو غيرها، فجميع هذه الشخصيات التي لها علاقة مباشرة بالكتاب شخصيات مجهولة، ندين الله عز وجل بأنها لم تنفخ فيها روح، ولم تطأ على أرض. 5. لو كان هذا الكتاب موجوداً منذ ذلك التاريخ الذي يزعمونه سنة 170 هـ تقريباً، وأحاديثه معروفة، لاشتهر شهرة عظيمة بسبب أسانيده العالية، وكان الأقدمون من علمائنا يحرصون حرصاً بالغاً على علو الإسناد – كما هو حال هذا الكتاب – ولم يكونوا يمتنعون من الرواية عن الخوارج، فقد رووا عن عمران بن حطّان الذي امتدح عبد الرحمن بن ملجم في قتله علياً رضي الله عنه، فمن المعروف أن البخاري أخرج له في صحيحه، فلو كان الربيع – وإن كان خارجياً – يروي هذه الأحاديث وهو ثقة، لكان معروفاً، ولعُرِف الكتاب، ولعُرِفت تلك الأحاديث، حتى وإن كان غير مرضي عنه. | الربيع بن حبيب الأزدي |

ومن الكتب السنية التي تنتقد المسند كتاب تحذير المسلمين من مسند الربيع بن حبيب لمؤلفه الشيخ خالد عبد الرحمن المصري.

## جدل حول واقعية الشخصية
إضافة إلى إنكار أهل السنة والجماعة لتاريخية المسند فإنهم أيضًا ينكرون وجود الربيع بن حبيب الأزدي لعدم توافر أي معلومات عنه في القرون الهجرية الأولى رغم أهمية شخصيته كإمام مزعوم للإباضية وتصنيفه لمسند بهذا القِدم، إلا أنّه لا توجد له أي ترجمة في كتب الإباضية أو غيرهم القديمة حسب نظرية أهل السنة، وهذا من الأدلة التي يستدل عليها من أنكر وجودهـ.
إذ لا وجود له في كتب الجرح والتعديل، أو كتب الحديث، أو حتى كتب التاريخ، ولم يترجم له أي مؤرخ سني عبر التاريخ رغم أنَّ السنة أكبر طوائف المسلمين ولا يهملون عادةً أصغر المحدثين ورواة الحديث من الفرق المخالفة لهم مثل الشيعة والخوارج والنواصب، ولم يؤرخ له إلا خير الدين الزركلي (المتوفى: 1396 هـ) في الأعلام للزركلي حيثُ قال عنه في ترجمته: «الربيع بن حبيب بن عمرو الفراهيدي: عالم بالحديث، إباضي. من أعيان المئة الثانية للهجرة.
من أهل البصرة. له كتاب في الحديث، سماه يوسف بن إبراهيم الرجلاني (الجامع الصحيح - ط) مع حاشية عليه لعبد الله بن حميد السالمي، جزآن، من أربعة.»، وقد أخذ الزركلي هذه الترجمة والمعلومات من مصدر إباضي هُوّ كتاب حاشية الجامع الصحيح للشيخ السالمي ولم يذكر الزركلي سنة ولادته أو سنة وفاته، وإضافة إلى الزركلي قلة من المصنفين السنة قاموا بالترجمة للربيع في نهايات القرن العشرين وهذا القرن اعتمادا على مراجع إباضية.
ويقول الشيخ مشهور حسن عن ذلك في كتابه: «طُبِع هذا المسند باسم "الجامع الصحيح مسند الإمام الربيع بن حبيب بن عمر الأزدي البصري" في مجلد واحدٍ في أربعة أجزاء، ومؤلفه نكِرَةٌ مَجهولٌ غيرُ معروف، ولم أعثرْ له على ترجمة إلاَّ في " الأعلام " للزِّركليِّ (3/14)، وهو قد أخذها من مطلع هذا الكتاب!»، وينكر الشيخ سعد الحميد وجود الربيع في كتابه مسند الربيع بن حبيب الإباضي (دراسة نقدية) بقوله: «الربيع بن حبيب الفراهيدي شخصية لا وجود لها في التاريخ، ولم تلدها أرحام النساء، وإنما نسجها خيال الإباضية لنصرة باطلهم.»، أما الألباني فقد أنكر وجود الربيع بن حبيب الأزدي عدة مرات بقوله: «فإنه لا يُعرف مطلقاً إلا في بعض كتب الإباضية المتأخرة التي بينها وبين الربيع قرون! ومع ذلك فليس فيها ترجمة عنه وافية نقلاً عمن كانوا معاصرين له أو قريباً من عصره من الحفاظ المشهورين! فهذا عالم الإباضية في القرن الرابع عشر عبد الله بن حميد السالمي (ت: 1332 هـ) لما شرح هذا "المسند" وقدم له مقدمة في سبع صفحات؛ ترجم في بعضها للربيع، وبالغ في الثناء عليه ما شاء له تعصبه لمذهبه؛ دون أن ينقل حرفاً واحداً في توثيقه والشهادة له بالحفظ؛ ولو عن أحد الإباضيين المتقدمين! لا شيء من ذلك البتة. ولذلك لم يرد له ذكرٌ في شيء من كتب الرجال المعروفة لدينا...»، ويقول في موضع آخر: «الربيع بن حبيب - وهو الفراهيدي -: إباضي مجهول، ليس له ذكر في كتب أئمتنا...»
وهُناك راوي حديث ثقة من أهل السنة والجماعة اسمه الربيع بن حبيب وذكره علماء الحديث قليلاً كالبخاري ووثقه يحيى بن معين وعلي بن المديني وأبو داود والمزي وابن حجر العسقلاني وأحمد بن حنبل الذي قال عنه: «ما أرى به بأساً»، عاش في البصرة ومن ذات طبقة الربيع بن حبيب إمام الإباضية، والفرق بينهما أنَّ الأول سني من قبيلة بني حنيفة وموثوق ومعروف وكنيته أبو سلمة والآخر إباضي غير موثوق ومعروف وكنيته أبو عمرو. ويخلط بعض الإباضية بينهما ويزعمون بعضهم أنهما ذات الشخصية ولكن ينفي علماء السنة ذلك ، ومنهم الألباني إذ يقول: «وربيع بن حبيب هذا المذكور في "العلل " هو الإباضي هذا صاحب "المسند"
ويقال فيه: الأزدي الفراهيدي؛ فهو غير الربيع بن حبيب الحنفي أبو سلمة
البصري المُترجم في "التهذيب ".»